# Best friends forever

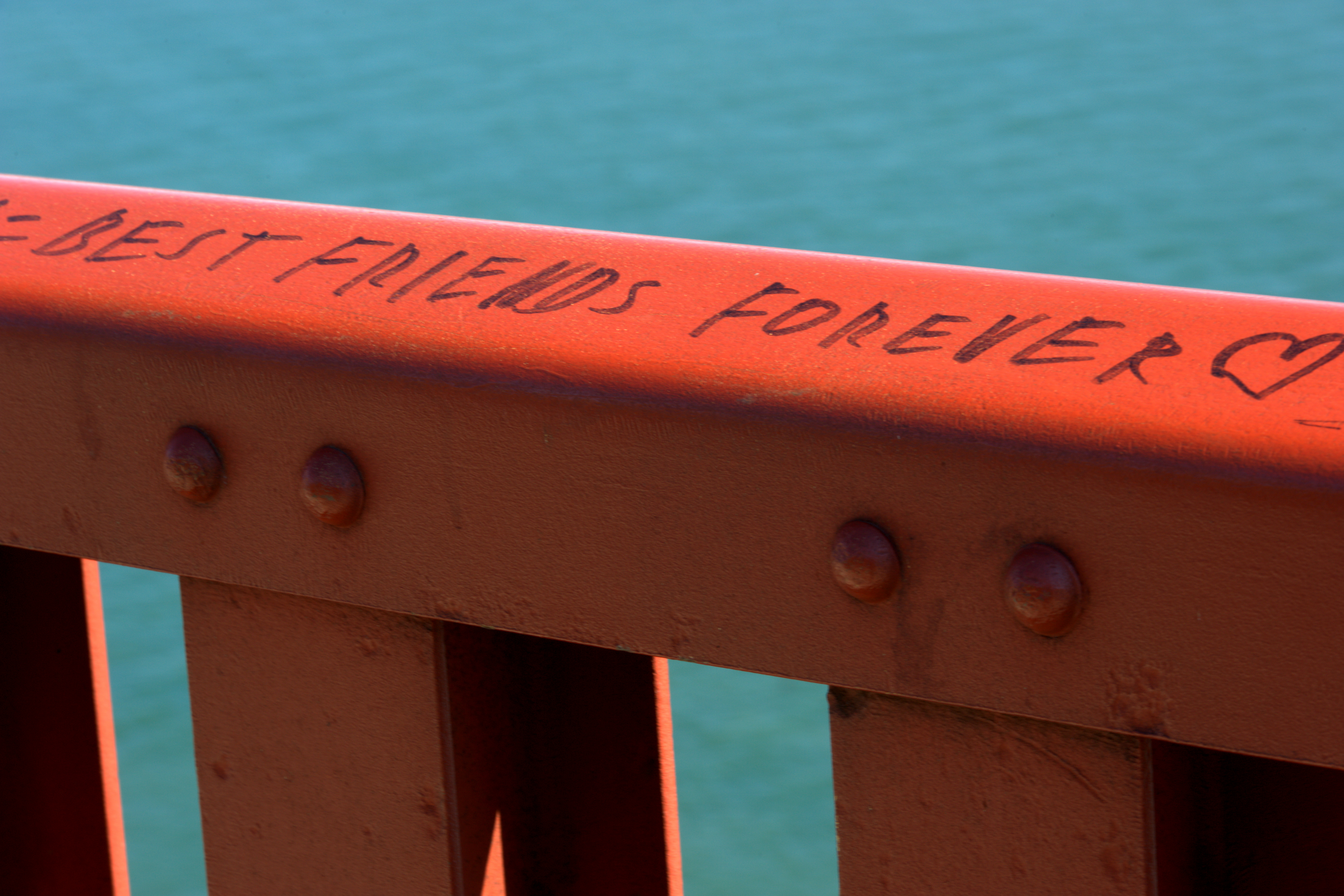
Slova Best Friends Forever napsaná na zábradlí mostu Golden Gate Bridge

Best friends forever (česky Nejlepší přátelé navždy) nebo BFF je anglická fráze, která popisuje blízké přátelství typické pro dospívající dívky a chlapci nebo mladé ženy. Taková přátelství jsou charakterizována pocitem důvěry a stálosti. Kontakty mezi blízkými přáteli jsou časté a založené na společných zážitcích jako je návštěva stejné školy. Tyto popisované vztahy jsou běžné na střední škole, při odchodu na vysokou školu mají tendenci se zhoršovat.
Na základní a střední škole nejlepší přátelství (BFF) často trvají kratší dobu než jeden celý akademický rok.
Pojem „BFF“ se používá přinejmenším od roku 1987. Na základě širokého výzkumu BFF ve Velké Británii v roce 2003 bylo zjištěno, že lidé měli průměrně devět blízkých přátel. V roce 2009 zahájila sociální síť Myspace serii online her zaměřené na BFF, která testovala, jak se nejlepší přátelé navzájem znají. V roce 2010 zněla koncepce BFF na základě smlouvy o BFF: „Povzbudit signatáře, aby pracovali, i přes své odlišnosti, předtím než se rozejdou“.